# Aida Sunyol Sánchez
Aida Sunyol Sánchez (Cardedeu, 1990) és una professora de ciències i escriptora catalana. És llicenciada en Biotecnologia per la Universitat Autònoma de Barcelona. Ha treballat a Brussel·les i a Barcelona regulant productes de consum. Ara dona classes de Biologia i Geologia en un institut de secundària.
Pel que fa a l'escriptura, ha publicat relats de temàtica eròtica feminista a Sexe fora de norma, com també ha publicat articles a Núvol. Ha col·laborat en el quart número de la revista Ventall Oracle 3000: Crònica d'un futur. El 2025 ha guanyat el 45è Premi BBVA Sant Joan de literatura catalana, dotat amb 35 mil euros, amb Mercromina, la seva primera novel·la.